# Minamishimabara
Minamishimabara (japanska: 南島原市 ?, Minamishimabara-shi) är en stad i Nagasaki prefektur i Japan. Staden skapades 2006 genom en sammanslagning av kommunerna Arie, Fukae, Futsu, Kazusa, Kitaarima, Kuchinotsu, Minamiarima och Nishiarie.